# Betty White
Betty Marion White (Oak Park, Illinois, 17 de enero de 1922-Los Ángeles, California, 31 de diciembre de 2021) fue una actriz, comediante, modelo y productora ejecutiva estadounidense que desarrolló una extensa carrera en Hollywood y adquirió reconocimiento internacional por su interpretación del papel de Rose Nylund en la exitosa comedia de situación The Golden Girls, de los años 80.
Comenzó a actuar en la década de 1940, convirtiéndose en actriz de radio y en una de las primeras figuras importantes de la entonces naciente industria de la televisión en los Estados Unidos. Desde entonces, es considerada como una de las figuras más representativas del humor.
En 1939, White empezó a trabajar como modelo y más tarde comenzó con su carrera como actriz en el teatro Bliss Hayden Little. En los años cuarenta, participó en varios programas radiofónicos; pero se ganó atención de la prensa en 1949, cuando fue elegida para copresentar el programa de televisión Hollywood on Television. En 1952, fue fundamental en la creación de la comedia de situación Life with Elizabeth, en la que compartía créditos con Del Moore y Jack Narz. El programa terminó en 1955 tras sesenta y cinco episodios. White fue etiquetada como la Primera Dama de los Concursos, refiriéndose a sus muchas apariciones en programas televisivos de concursos. En 1974, se unió al elenco de la serie The Mary Tyler Moore Show, protagonizada por la actriz Mary Tyler Moore, que se transmitió hasta 1977. Galardonada con siete premios Emmy, protagonizó junto con Beatrice Arthur, Rue McClanahan y Estelle Getty la exitosa serie televisiva The Golden Girls, que se que transmitió por NBC desde 1985 a 1992. Tras el éxito de la misma, White continuó con personajes importantes en cine y televisión.
Sus últimas actuaciones incluyen una participación en el ciclo Saturday Night Live (2010) y unas valoradas actuaciones como anciana jovial y graciosa en películas como The Proposal y series como Hot in Cleveland. Es recordada como una de las actrices de más edad del mundo, como así también una de las últimas de la televisión estadounidense de la década de 1950. En el Libro Guinness de los récords de 2014, Betty fue oficialmente reconocida como la actriz con la carrera más larga.

## Biografía

### Infancia y juventud
Betty Marion White nació el 17 de enero de 1922 en Oak Park, Illinois. Hija de Tess Curtis Cachikis, una ama de casa, y Horace Lawrence White, un ingeniero eléctrico y vendedor ambulante. Su padre era de ascendencia inglesa y danesa, mientras que su madre tenía raíces griegas, galesas y también inglesas. Su genealogía se remonta a los primeros colonos que llegaron al continente. A mediados de la década de 1920, la familia se trasladó a Los Ángeles, California. White cursó sus estudios en las escuelas Horace Mann School Beverly Hills y Beverly Hills High School, ambas en Beverly Hills. Empezó a demostrar interés por la actuación a muy temprana edad y en su adolescencia participó en varias obras escolares, donde incluso en una oportunidad se encargó de la dramaturgia. Se graduó en 1939, el mismo año en que comenzó su carrera profesional.

### Inicios en la actuación y la radio
A los dieciocho años, tres meses antes de finalizar sus estudios secundarios, White formó parte de una representación especial que se hizo de la opereta La vida alegre con la finalidad de ser transmitido a través de un canal de televisión experimental de Los Ángeles. Permaneció en esa ciudad para reanudar su búsqueda de una carrera como actriz y consiguió allí trabajo como modelo. Poco después comenzó a trabajar en el teatro Bliss Hayden Little.
Sus carreras como modelo y actriz teatral estaban prosperando cuando se inició la Segunda Guerra Mundial y se vio obligada a trabajar para el organismo American Women's Voluntary Services, para brindar ayuda a las tropas estadounidenses. Luego, fue partícipe de programas de radio, entre ellos Blondie, The Great Gildersleeve y This Is Your FBI, en los que destacó como comediante y cantante. Tal fue el éxito que tuvieron sus participaciones en dichos ciclos, que obtuvo uno propio, llamado The Betty White Show. A fines de la década de 1940, ya era una figura reconocida y con gran apoyo por parte de la crítica y el público.

### Comienzos televisivos

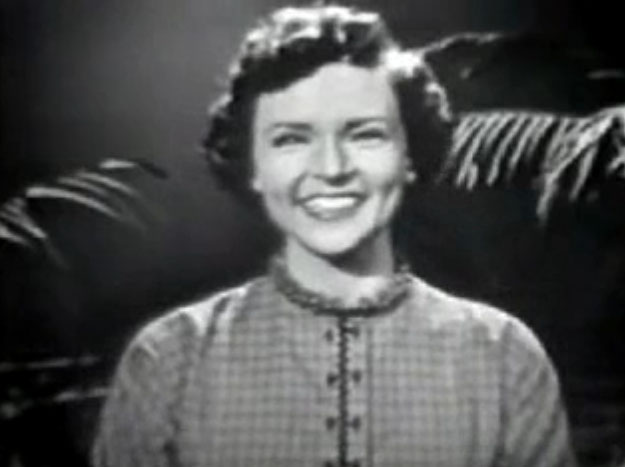
White conduciendo su programa de televisión The Betty White Show (1954)

A finales de 1949, White empezó a aparecer en televisión como secretaria de Al Jarvis en el programa de variedades Hollywood on Television (1949-1952), el cual se emitía de manera semanal en la cadena KLAC. El programa se convirtió en un éxito instantáneo, en parte gracias al ingenio humorístico de la actriz, quien rápidamente se convirtió en copresentadora del ciclo. En él, se veía a la pareja hacer comedia y actuaciones completamente en vivo con distintas celebridades invitadas, entre ellas Sarah Vaughan, Peggy Lee y Nat King Cole. Por su desempeño, la artista recibió reseñas positivas de diversas fuentes y se hizo acreedora de una nominación al premio Emmy en la categoría de «Mejor actriz» en 1951.
En Hollywood on Television, White destacó haciendo el papel de Elizabeth en un sketch titulado Life with Elizabeth. Este segmento fue un éxito y KLAC le pidió que desarrollara una adaptación en formato de comedia de situación, para competir con comedias como I Love Lucy (protagonizada por Lucille Ball). La serie Life with Elizabeth fue producida por Bandy Productions —compañía fundada por White, el guionista George Tibbles y productor Don Fedderson— e incluida en la programación de KLAC a partir de 1952. En la época de su estreno, muchos programas eran emitidos en vivo y este no fue la excepción; aunque entre 1953 y 1955 fue grabado por kinescopio para su posterior difusión ya que inicialmente sólo podía ser sintonizada en Los Ángeles. El argumento del ciclo giraba en torno a la vida de un matrimonio de clase baja formado por Elizabeth y Alvin, interpretado por Del Moore.

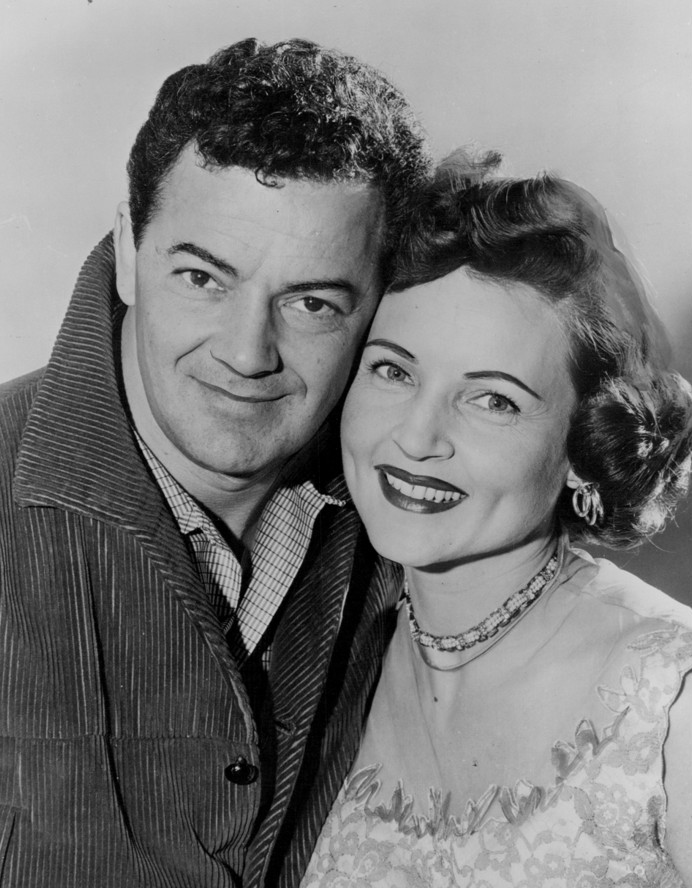
White junto a Cornel Wilde en una imagen publicitaria de su programa de 1958 The Betty White Show.

A lo largo de la duración del programa, White creó una dinastía en la televisión y se volvió una pionera en varios aspectos. Fue una de las primeras mujeres en la televisión en ser jefa de una empresa de producción: Bandy, la compañía que cofundó, teniendo control creativo tanto delante como detrás de cámaras. Bandy y Life with Elizabeth fueron pioneros en una serie de métodos que aún se utilizan en las producciones de televisión, tales como el rodaje ante una audiencia en vivo con varias cámaras de estudio y el construir varios sets diferentes pero adyacentes. Cabe añadirse que White se alzó con un premio Emmy regional por la primera temporada de la serie en 1952.
Bandy produjo otros programas en la década de 1950 que tuvieron a White como protagonista, entre ellos The Betty White Show (1954, un talk show en el que se la veía hacer comedia en vivo, cantar y entrevistar a personajes públicos), Date with the Angels (1957-1958, una comedia en la que compartió créditos con Bill Williams y Jimmy Boydla); y The Betty White Show (1958, un programa de variedades). Sin embargo, Life with Elizabeth fue el único ciclo que logró captar la atención de su país.

### Desaceleramiento profesional

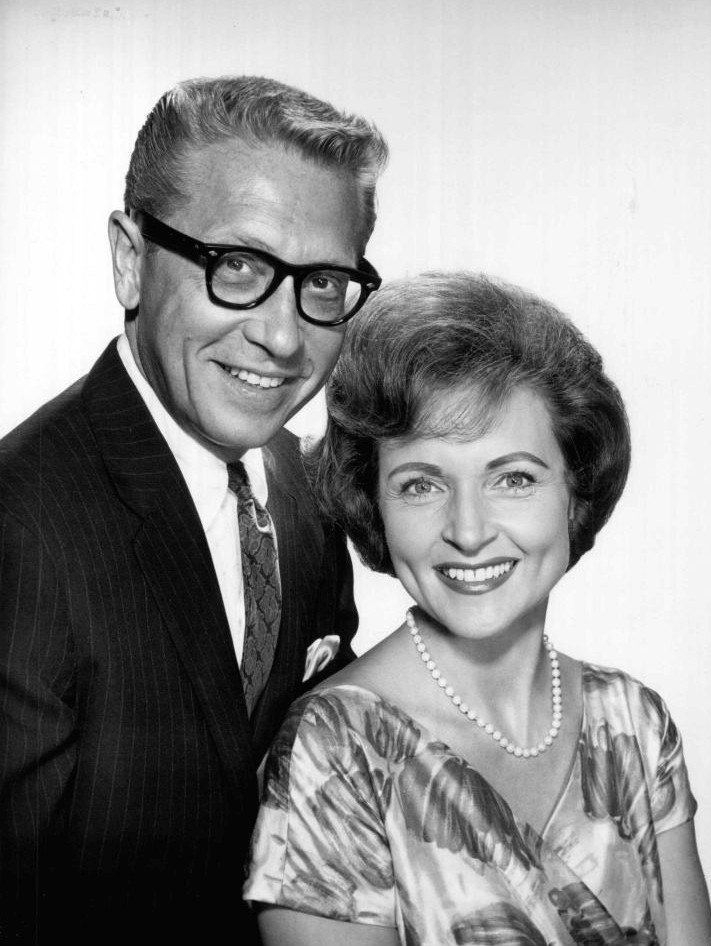
White y Allen Ludden en una imagen publicitaria (1963)

La relación más significativa de su vida fue con el presentador Allen Ludden y, acerca de la misma, en una entrevista con Anderson Cooper en 2011 aseguró: «Fue el amor de mi vida». Se conocieron en 1961 cuando ella comenzó a aparecer como invitada en el programa que él presentaba, Password, con participaciones especiales que se extendieron por casi dos décadas. En 1962, protagonizaron juntos la obra de teatro Critic's Choice y desde entonces iniciaron una relación romántica. La relación recibió mucha publicidad posteriormente y es citada a menudo como uno de los amoríos legendarios de Hollywood.
Desde Critic's Choice, se había comprometido en una relación romántica con Ludden y se dedicó a acompañarlo en su programa de televisión en rol de invitada. Su carrera se desaceleró en consecuencia y trabajó menos durante el resto de la década en comparación con lo que había realizado en la de 1950 —sobre todo al no trabajar de forma continua en una serie hasta 1973—. Su debut cinematográfico tuvo lugar en 1962 en el drama Advise and Consent, una película dirigida por Otto Preminger, donde desempeñó un papel secundario. Luego, se alió con Ludden para actuar en teatro en la comedia Janus (1963). Cabe añadirse que White y Ludden se casaron el 16 de enero de 1963.
En las décadas de 1970 y 1980, White participó en las versiones actualizadas del programa en la cadena NBC, Password Plus y Super Password. White también apareció frecuentemente en los programas de concursos What's My Line? (comenzando en 1955), To Tell the Truth (en 1961 y en 1990), I've Got a Secret (en 1972-73), Match Game (1973-1982) y Pyramid (comenzando en 1982). Pyramid y Password fueron creados por su amigo Bob Stewart.
Al margen de sus apariciones como invitada a lo largo de los años, White también fue la anfitriona de su propio programa de concursos: Just Men!, el cual se transmitió en la cadena NBC entre los años 1983 y 1984. Por su desempeño ganó el premio Daytime Emmy por "Mejor presentadora de programas de concursos", convirtiéndose en la primera mujer en recibir el premio en esa categoría. Debido a la cantidad de trabajo que había realizado en programas de ese estilo y por su matrimonio con Ludden, fue considerada como "la primera dama de los programas de concursos".

### Crecimiento profesional

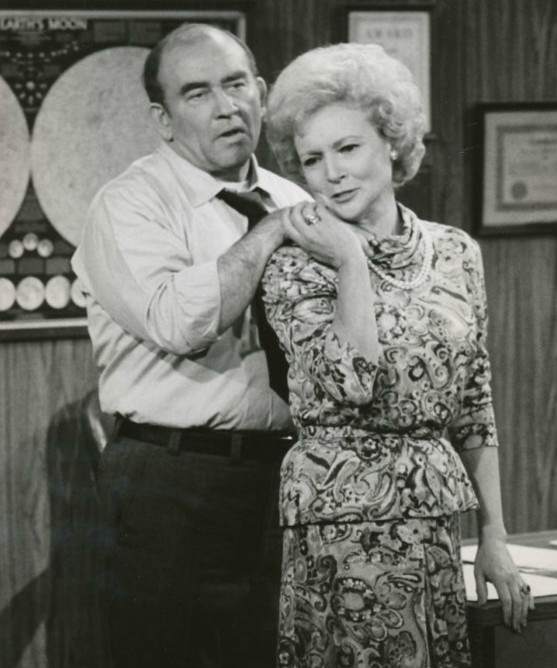
White en el papel de Sue Ann Nives en The Mary Tyler Moore Show (1976), junto a Ed Asner.

En 1971, White regresó a la televisión para conducir el programa The Pet Set, que fue pensado para la actriz. Su formato fue algo inusual para la época en la que se transmitió, ya que se trató de un ciclo de conversación donde se aconsejaba acerca del cuidado de las mascotas. Si bien The Pet Set sólo se mantuvo al aire durante una temporada, fue suficiente para despertar en ella interés por la defensa de derechos de los animales y durante el resto de su vida fue una de sus principales defensoras en Hollywood, colaborando con el Zoológico de Los Ángeles e instituciones como Actors & Others for Animals.
Poco después, White tomó medidas para restablecerse como actriz de comedia en televisión. Abandonó sus labores teatrales para buscar un nuevo proyecto y fue así como en 1973 firmó un contrato para unirse al elenco de la cuarta temporada de la sitcom protagonizada por Mary Tyler Moore, The Mary Tyler Moore Show, la cual fue adaptada para exhibir a la actriz en el personaje de la presentadora Sue Ann Nives incorporando una mezcla de humor, agresividad, sensualidad y sarcasmo. Fue la propia Moore, en su doble rol de protagonista y productora del programa, quien la sugirió para el papel y fue citada diciendo: «Necesitamos a alguien asquerosamente dulce, como Betty White». 
The Mary Tyler Moore Show dominó los ratings de televisión en los Estados Unidos durante la mayor parte de su emisión y fue ampliamente alabada por la crítica, recibiendo tanto la serie como White críticas positivas de diversas fuentes. El programa fue considerado como uno de los más importantes en la historia de la televisión estadounidense, llegando a obtener tres premios Emmy a la mejor serie de comedia. Por esta interpretación, obtuvo dos premios Emmy en el rubro de mejor actriz de reparto en una serie de comedia, en 1975 y 1976. El episodio final del programa se emitió el 18 de marzo de 1977.

### Reveses profesionales

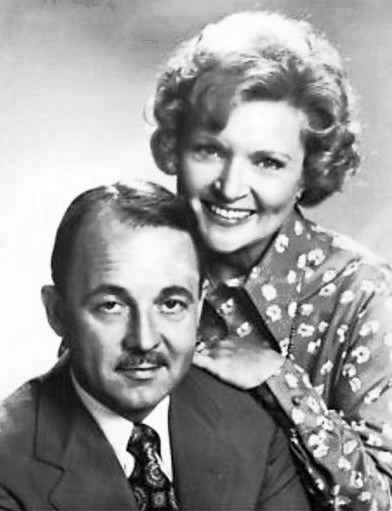
White y John Hillerman en una imagen publicitaria de The Betty White Show, serie de televisión que se transmitió en CBS desde 1977 a 1978.

Tras aparecer en The Sonny & Cher Show, MTM y CBS le ofrecieron a White su propia comedia de situación, llamada The Betty White Show (1977-1978), en un intento de repetir el éxito de The Mary Tyler Moore Show. Allí actuó junto a Gerogia Engel y John Hillerman, en un papel que refleja su propia vida, la de una actriz de mediana edad que protagoniza una serie de televisión. El programa recibió críticas mixtas pero tuvo una baja audiencia, por lo que se la retiró de la programación tras emitirse catorce episodios.
A comienzos de los años ochenta, fue parte de exitosas películas para televisión como The Gossip Columnist (1980); Stephanie (1981), con dirección de Burt Brinckerhoff; y Eunice (1982), con Carol Burnett.
Desde enero a abril de 1983, condujo el programa de concursos Just Men!, por el que ganó el premio Daytime Emmy a la «mejor presentadora de un programa de concursos» y recibió el apelativo de «Primera Dama de los programas de concursos»; mientras que de 1983 y 1985 estuvo presente en la serie Mama's Family, la cual alcanzó altos niveles de audiencia y con un elenco de actores variable, integrado por ejemplo Vicki Lawrence, Beverly Archer, Ken Berry, Allan Kayser y Dorothy Lyman.

### Resurgimiento
Sin embargo, adquirió notoriedad con The Golden Girls (Las chicas de oro), donde hizo el papel de Rose Nylund y compartió escena con Beatrice Arthur, Estelle Getty y Rue McClanahan. La serie narraba la historia de cuatro mujeres sin marido en su llamada "época dorada", compartiendo una casa en Miami. The Golden Girls tuvo un gran éxito de crítica y audiencia, manteniéndose en el aire desde 1985 hasta 1992. White ganó un premio Primetime Emmy en la categoría de "Mejor actriz en una serie de comedia" por la primera temporada de la serie. Posteriormente fue nominada en cada una de las siguientes temporadas del programa, así como también fue candidata para cuatro Globos de Oro. Tras la cancelación de la comedia, White, MacClanahan y Getty repitieron sus roles en una serie derivada llamada The Golden Palace, el cual permaneció al aire sólo una temporada.
Originalmente, a White se le ofreció el personaje de Blanche en The Golden Girls, así como a Rue McClanahan se le propuso interpretar a Rose. Ambos personajes eran similares a los que ambas habían interpretado en los programas de The Mary Tyler Moore Show y Mama's Place respectivamente. Temiendo que el público las encasillara en esos papeles, éstos fueron intercambiados entre ellas. Al comienzo, White temía personificar a Rose, creyendo que no sería capaz de hacerlo. La creadora de la serie le dijo que no interpretara a Rose como una estúpida, sino como a alguien ingenuo que siempre creyera la primera explicación sobre algo.

### Cine, televisión y video
En la comedia televisiva The John Larroquette Show se interpretó a sí misma en el episodio titulado "Here We Go Again". Su actuación la hizo acreedora del premio Primetime Emmy en la categoría de "Mejor actriz invitada en una serie de comedia" en 1996. En esta misma categoría volvió a ser nominada al año siguiente; esta vez por representar el papel de Midge Haber en un episodio de la serie protagonizada por Brooke Shields, Suddenly Susan.
En el año 1998, White regresó al cine para representar un pequeño papel en el filme de acción Hard Rain. Allí compartió escena con actores como Christian Slater, Morgan Freeman, Randy Quaid, Minnie Driver y Ed Asner, entre otros. Hard Rain fue un fracaso comercial, recibiendo además críticas mayormente negativas. Apareció como Martha Wilson en la película Daniel el travieso ataca de nuevo, que en Norteamérica salió a la venta directamente en video. En 1999 participó en dos largometrajes: el drama romántico The Story of Us (Historia de lo nuestro o Nuestro amor), dirigida por Rob Reiner y protagonizada por Bruce Willis y Michelle Pfeiffer; y en la película de suspenso Lake Placid (Mandíbulas o El cocodrilo), dirigida por Steve Miner, con un elenco que incluía a Bill Pullman, Bridget Fonda, Brendan Gleeson y Oliver Platt.

### Focalización en la televisión
White se mantuvo activa durante toda la década de 2000 e intervino en una variedad de géneros que iban desde la comedia de situación al drama policial. Inicialmente prestó su voz para interpretarse a sí misma en la serie animada The Simpsons en el episodio «Missionary Impossible», perteneciente a la undécima temporada de susodicho programa. Cuando se le preguntó por qué había tomado el papel, respondió que quería burlarse de sí misma. Luego, en 2001, se presentó como invitada en la comedia protagonizada por Ellen DeGeneres The Ellen Show, de la cadena CBS.
En 2002, interpretó a Sylvia en el programa Yes, Dear, en el episodio titulado «Kim's New Nanny». Su actuación fue bien recibida por los críticos y le valió una nominación al premio Primetime Emmy a la mejor actriz invitada en una serie de comedia. Apareció en cuatro episodios de la serie That '70s Show, el primero de los cuales salió al aire 24 de octubre de 2002. En 2003, retornó al cine con el largometraje protagonizado por Steve Martin y Queen Latifah Bringing Down the House, donde asumió el papel de una anciana racista y xenófoba. No obstante el filme obtuvo una mala recepción crítica y resultó ser un fracaso a nivel comercial. En 2004, figuró en cuatro episodios de las serie policial The Practice, donde asumió el rol de la fanática religiosa Catherine Piper. Su actuación le valió una candidatura al premio Primetime Emmy como mejor actriz invitada a una serie de drama. Más tarde realizó más actuaciones como invitada en las series de televisión My Wife and Kids, Malcolm in the Middle, Complete Savages y Joey. 

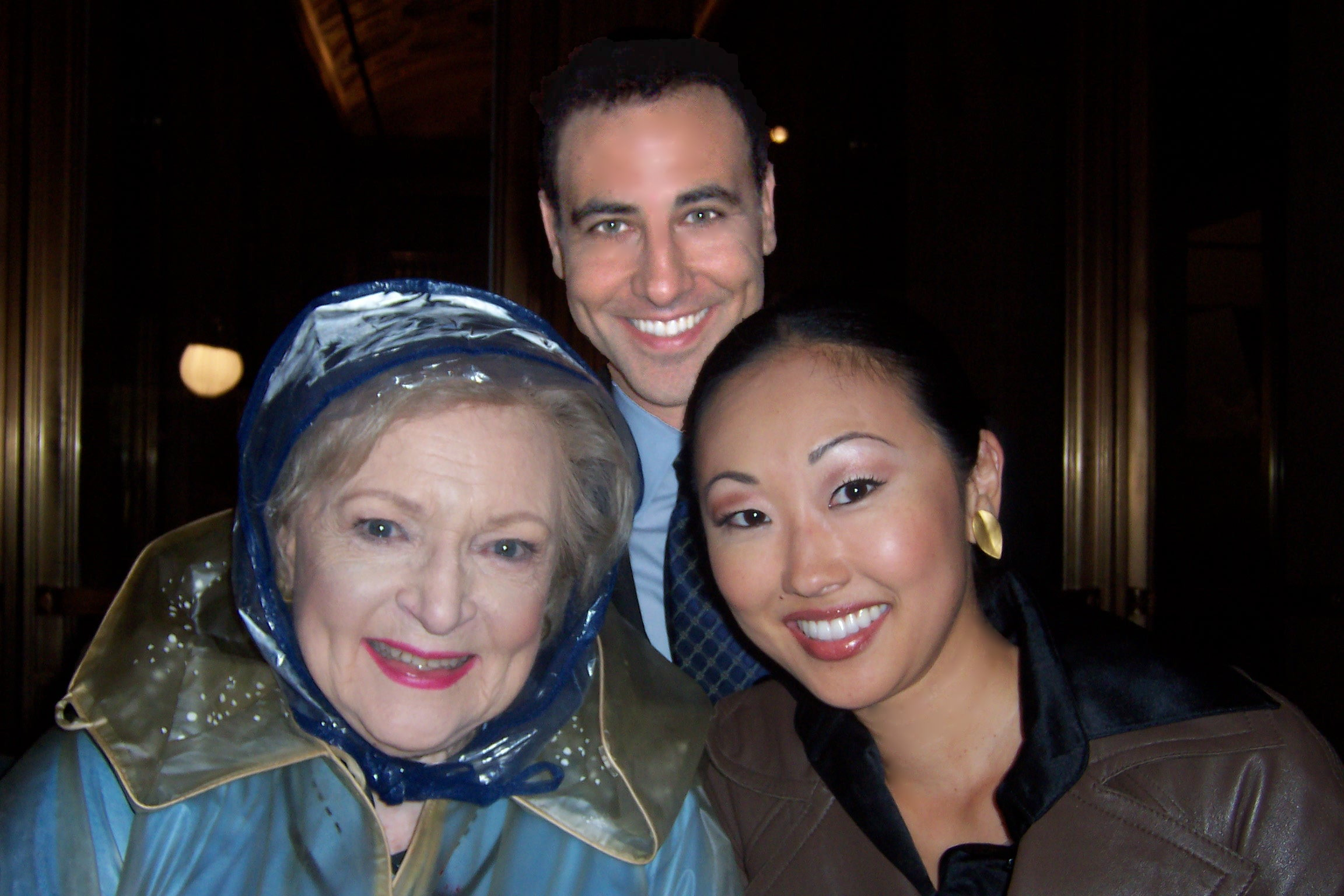
White junto a Richard Varga y Candace Kita en el set de la serie Ugly Betty, 2007.

En 2005, White interpretó a Annie Eason, una viuda alegre y entusiasta que emprende una larga travesía junto su nieta —Amy Davidson— para llevar a cabo la última voluntad de su esposo fallecido, en la película para televisión de Annie’s Point. Jay Bobbin, crítico de Los Angeles Times, comentó que «White es una actriz a la que no le faltó trabajo en años recientes y en este drama demuestra porqué su popularidad aún perdura». Su siguiente proyecto, el largometraje The Third Wish (2005) dirigido por Shelley Jensen, tuvo un pequeño estreno y recibió críticas desfavorables. Su participación en 2006 en la serie de comedia My Name Is Earl, en el capítulo «The Witch Lady», le significó una nueva candidatura al galardón Primetime Emmy.
Apareció en veintitrés episodios de la soap opera The Bold and the Beautiful entre 2006 y 2009 en el rol de Ann Douglasm la madre de Stephanie Forrester —interpretada por Susan Flannery—. Asimismo, en 2007,  apareció como ella misma en la comedia Ugly Betty.

### Éxito en los años posteriores

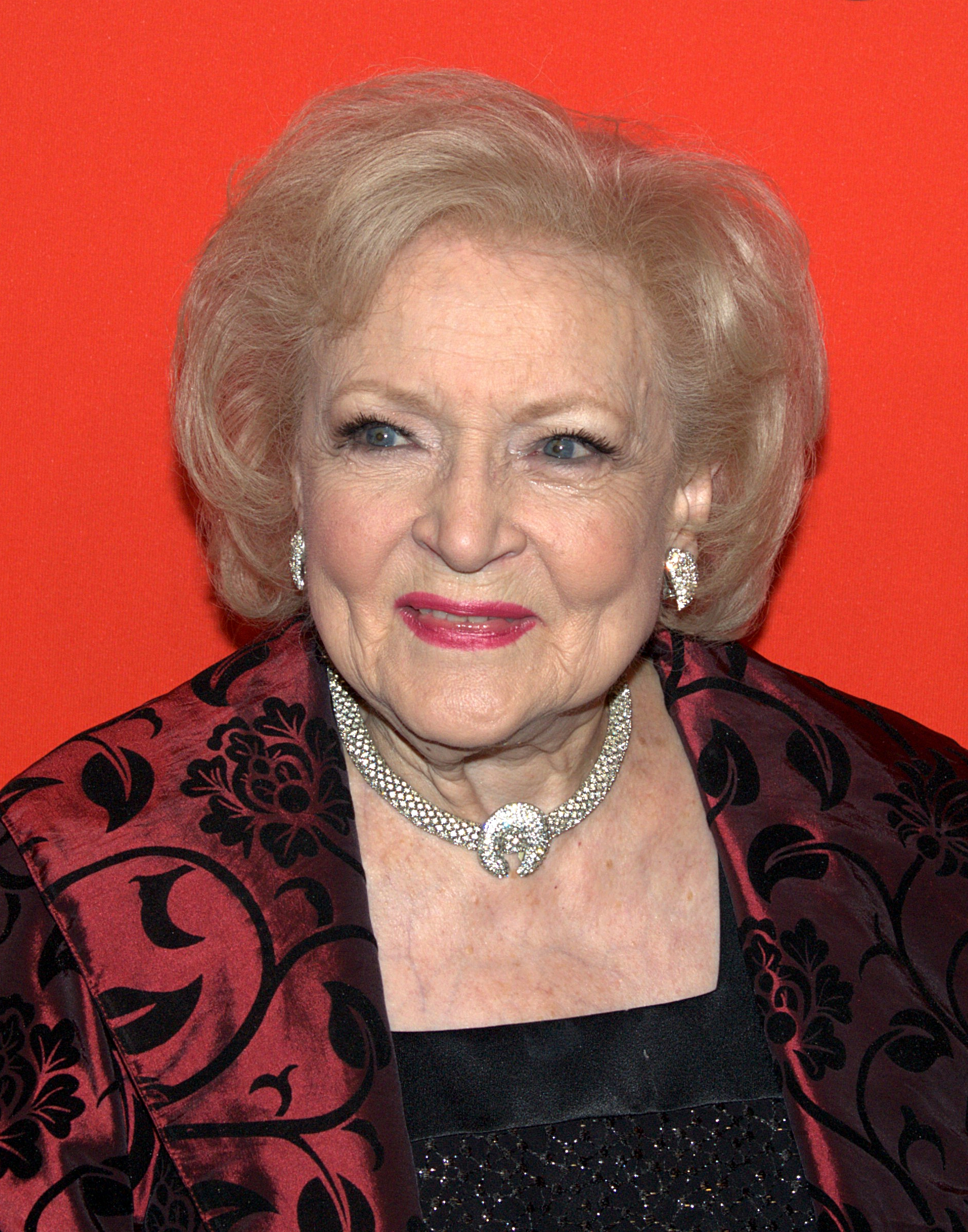
White asistiendo a una gala organizada por la revista Time en 2010

Más tarde actuó junto a Sandra Bullock y Ryan Reynolds en la comedia romántica The Proposal (La proposición  o La propuesta), de 2009, donde interpretó el papel de Annie, la abuela del personaje de Reynolds. Se trató de un gran éxito comercial y de crítica con ingresos que superaron los 315 millones de dólares. En ese mismo año, prestó su voz a la versión estadounidense de la película de animación Gake no ue no Ponyo y recibió un premio honorífico por parte del Sindicato de Actores de Cine en reconocimiento a su trayectoria profesional.
En marzo de 2010, White volvió a ser noticia, a sus ochenta y ocho años de edad, cuando fue elegida para presentar una emisión especial del programa humorístico Saturday Night Live con motivo del Día de la Madre. La cadena NBC escogió a la actriz para dicha labor luego de que unas quinientas personas lo solicitasen en la red social Facebook. El episodio se emitió en Estados Unidos el 8 de mayo de ese año, con unos altos índices de audiencia y un gran éxito de crítica. Esta participación le valió a White un nuevo premio Emmy como «Mejor actriz invitada - Serie de comedia».
A mediados de 2010, la actriz regresó exitosamente a la televisión con una nueva comedia de situación, titulada Hot in Cleveland (2010-2015). La serie fue la primera producción original de la cadena TV Land, cuya programación estaba compuesta por emisiones de series ya canceladas. Por su trabajo en esta serie ganó un premio del Sindicato de Actores por «Mejor actriz de televisión - Comedia» en 2011 y fue nominada al premio Emmy por «Mejor actriz de reparto - Serie de comedia». Desde el estreno de Hot in Cleveland hizo algunas películas más, incluyendo You Again (2010), The Lost Valentine (2011), por la que fue nominada al premio del Sindicato de Actores como «Mejor actriz de televisión - Miniserie o telefilme», y The Lorax (2012) y prestó su voz a la serie animada Pound Puppies (2010).
En 2012, el museo de cera Madame Tussauds incorpora una estatua de Betty White en sus galerías.
Betty White falleció el 31 de diciembre de 2021, 17 días antes de cumplir 100 años. Su agente reveló que falleció de un accidente cerebrovascular y que una semana antes ya había sufrido otro grave ictus. Fue incinerada y las cenizas entregadas a Glenn Kaplan, el hombre a cargo de la directiva de su atención médica. De acuerdo con los deseos de Betty, su lugar de descanso final no fue revelado.

## Vida personal
Estuvo casada en tres ocasiones, la tercera de ellas con el presentador de televisión Allen Ludden. Se conocieron en 1961 durante una emisión del programa de concursos que presentaba Ludden en el cual la actriz apareció como invitada y contrajeron nupcias el 14 de julio de 1963. Vivieron juntos en Los Ángeles durante casi veinte años. No tuvieron hijos. Ludden falleció el 9 de junio de 1981.

## Filmografía
- Advise and Consent (1962)
- Hard Rain (1998)

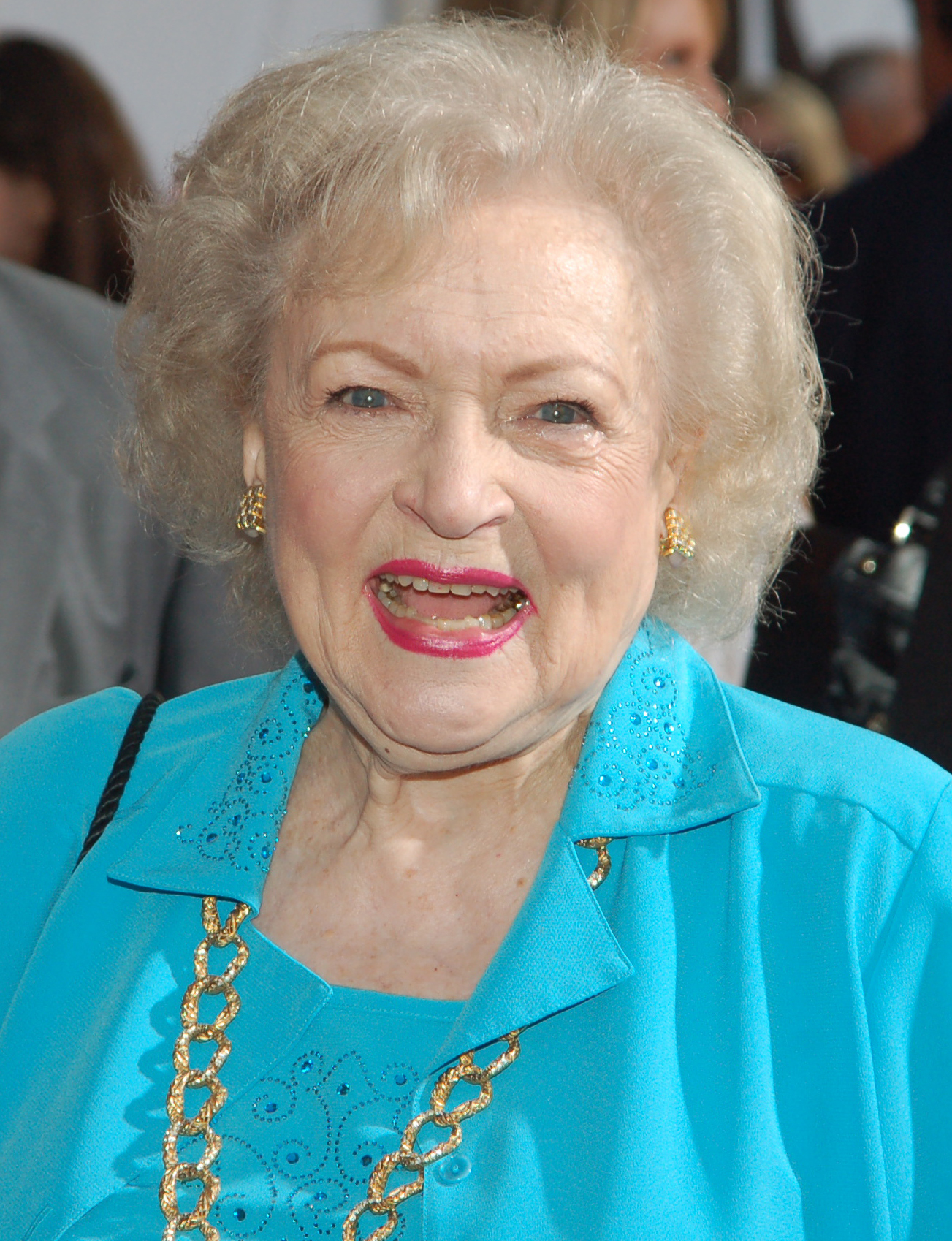
Betty White en el estreno del filme The Proposal (2009)

- Dennis the Menace Strikes Again! (1998) (no exhibida en cines)
- Lake Placid (1999)
- The Story of Us (1999)
- Whispers: An Elephant's Tale (2000) (voz)
- Malcolm el de enmedio (2003)
- Bringing Down the House (2003)
- The Third Wish (2005)
- Gake no ue no Ponyo (2008) (voz)
- Boston Legal (2004-2008), aparición en 16 episodios
- Love N' Dancing (2009)
- The Proposal (2009)
- You Again (2010)
- The Lost Valentine (2011)
- The Lorax (2012) (voz)
- Bones temp11 1cap. (2015)
- Betty White: 100 Years Young — A Birthday Celebration (2022)[11]

## Premios y nominaciones
- 1992: Emmy a mejor reparto de serie cómica o musical por The Golden Girls y The Golden Palace:
  - Beatrice Arthur
  - Betty White
  - Rue McClanahan
  - Estelle Getty

### Premios Emmy
| Año  | Categoría                                      | Programa                                                              | Resultado |
| ---- | ---------------------------------------------- | --------------------------------------------------------------------- | --------- |
| 1951 | Mejor actriz                                   |                                                                       | Nominada  |
| 1952 | Mejor actriz - Serie de comedia                | Life with Elizabeth (La vida con Isabel)                              | Ganadora  |
| 1975 | Mejor actriz de reparto - Serie de comedia     | The Mary Tyler Moore Show                                             | Ganadora  |
| 1976 | Mejor actriz de reparto - Serie de comedia     | The Mary Tyler Moore Show                                             | Ganadora  |
| 1977 | Mejor actriz de reparto - Serie de comedia     | The Mary Tyler Moore Show                                             | Nominada  |
| 1983 | Mejor presentadora de un programa de concursos | Just Men!                                                             | Ganadora  |
| 1984 | Mejor presentadora de un programa de concursos | Just Men!                                                             | Nominada  |
| 1986 | Mejor actriz - Serie de comedia                | The Golden Girls                                                      | Ganadora  |
| 1987 | Mejor actriz - Serie de comedia                | The Golden Girls                                                      | Nominada  |
| 1988 | Mejor actriz - Serie de comedia                | The Golden Girls                                                      | Nominada  |
| 1989 | Mejor actriz - Serie de comedia                | The Golden Girls                                                      | Nominada  |
| 1990 | Mejor actriz - Serie                           | The Golden Girls                                                      | Nominada  |
| 1991 | Mejor actriz - Serie de comedia                | The Golden Girls                                                      | Nominada  |
| 1992 | Mejor actriz - Serie de comedia                | The Golden Girls                                                      | Nominada  |
| 1996 | Mejor actriz invitada - Serie de comedia       | The John Larroquette Show (El show de John Larroquette (Serie de TV)) | Ganadora  |
| 1997 | Mejor actriz invitada - Serie de comedia       | Suddenly Susan                                                        | Nominada  |
| 2003 | Mejor actriz invitada - Serie de drama         | The Practice                                                          | Nominada  |
| 2009 | Mejor actriz invitada - Serie de comedia       | My Name Is Earl                                                       | Nominada  |
| 2010 | Mejor actriz invitada - Serie de comedia       | Saturday Night Live                                                   | Ganadora  |
| 2011 | Mejor actriz de reparto - Serie de comedia     | Hot In Cleveland (Póquer de Reinas (Serie de TV))                     | Nominada  |

### Premios del Sindicato de Actores
| Año  | Categoría                           | Resultado |
| ---- | ----------------------------------- | --------- |
| 2009 | SAG honorífico                      | Ganadora  |
| 2010 | Mejor actriz de televisión- Comedia | Ganadora  |
| 2011 | Mejor actriz de televisión- Comedia | Ganadora  |

### Globos de Oro
| Año  | Categoría                                       | Programa         | Resultado |
| ---- | ----------------------------------------------- | ---------------- | --------- |
| 1989 | Mejor actriz de serie de TV - Comedia o musical | The Golden Girls | Candidata |
| 1988 | Mejor actriz de serie de TV - Comedia o musical | The Golden Girls | Candidata |
| 1987 | Mejor actriz de serie de TV - Comedia o musical | The Golden Girls | Candidata |
| 1986 | Mejor actriz de serie de TV - Comedia o musical | The Golden Girls | Candidata |

### Premios People's Choice
| Año  | Categoría                    | Resultado |
| ---- | ---------------------------- | --------- |
| 2015 | Icono de televisión favorito | Ganadora  |